# Spio quadrisetosa
Spio quadrisetosa är en ringmaskart som beskrevs av Blake 1983. Spio quadrisetosa ingår i släktet Spio och familjen Spionidae. Inga underarter finns listade i Catalogue of Life.